# Бахрам IV
Бахрам IV е владетел от Сасанидската династия на Персия. Управлява през 388 – 399 г. Син и наследник на Шапур III. Преди възкачването си е управител на Керман (остан) и носи титлата Керман-шах. Вероятно към царуването на Бахрам IV би могло да се отнесе основаването на град Керманшах в Западен Иран.

## Управление
Бахрам IV спазва мира с император Теодосий I, с когото са поделени сферите на контрол в Арменското царство, но през 389 г. васалният на сасанидите арменски цар Хосров IV минава на страната на римляните. Това разгневява Бахрам IV, който нахлува в Армения през 391 г., пленява арменския цар и поставя на негово място брат му Бахрам-Шапур (Врамшапух). През 395 г. хуни нахлуват през Кавказ в Асирия и Месопотамия, където причиняват големи опустошения, преди да бъдат разгромени от Бахрам IV.
Бахрам IV е определян като слаб владетел, суров с подчинените, но небрежен към своите задължения, при чието царуване васалите възвръщат изгубеното си надмощие спрямо централната власт. Той става жертва на заговор сред неговите приближени, които го обградили и убили със стрели по време на лов. Наследен е от брат си Яздегерд I.